# Constantin Göttfert
Constantin Göttfert (Nacido en 1979) es un escritor austríaco.

## Vida
Estudió Cultura Germánica en la universidad de Viena. Desde 2007 realiza estudios de literatura en Leipzig. Göttfert vive en Leipzig y Viena y trabaja como redactor, traductor y para la revista en línea Poetenladen. Publicó textos en revistas literarias y en antologías.
En 2006 recibió una beca para la literatura en St.. Johann in Tirol (Austria) y en 2007, el premio Wiener Werkstattpreis 2006.

## Obra
- Vernagelung, narrativa. En: Bereuter, Zita und Pamela Rußmann (Ed.): Wortlaut 05. Der FM4 Literaturwettbewerb, Luftschacht Verlag, Viena 2005 ISBN 978-3902373151
- Holzung, narrativa, Arovell Verlag, Gosau 2006 ISBN 978-3901435812
- Steinreigen, prosa curta, FZA-Verlag, Viena 2007 ISBN 978-3950229929